# Gérard-Marie Coderre
 (mai 2021).
Pour les articles homonymes, voir Coderre.
Gérard-Marie Coderre (Saint-Jacques de Montcalm, 19 décembre 1904 – 19 décembre 1993 ) est le deuxième évêque du diocèse de Saint-Jean-de-Québec, dans la province de Québec, au Canada.

## Biographie
Né à Saint-Jacques de Montcalm en 1904, le fils d'Ovide Coderre et de Marie-Louise Béliveau, il est ordonné prêtre le 30 mai 1931, après avoir étudié au collège de l'Assomption et au Grand séminaire de Montréal. Il enseigne au séminaire de Joliette et exerce son ministère à Saint-Félix-de-Valois et à la cathédrale Saint-Charles-Borommée. Il dirige aussi L'Action catholique de Saint-Jean-sur-Richelieu.
Le 5 juillet 1951, il est nommé coadjuteur de Saint-Jean-de-Québec et évêque titulaire du siège d'Égée (de), aujourd'hui vacant. Voulant contribuer au bénévolat, le chanoine Coderre fonde le service social diocésain la même année. Il est gouverneur du collège assomptionniste en 1953-1954. À Saint-Jean, il succède officiellement à Paul-Ernest-Anastase Forget, qui vient tout juste de mourir en 1955. Son épiscopat a lieu pendant la Révolution tranquille, une période assez difficile pour l'Église locale, qui voit l'assistance à la messe chuter et l'achat de ses séminaires et collèges classiques par l'État québécois pour construire les cégeps. Coderre consacre l'évêque du diocèse de Valleyfield, Robert Lebel. Les archives[Lesquelles ?] montrent qu'il intervient 20 fois lors du concile Vatican II, par écrit, par oral, ou par souscription. Il a été le premier évêque à parler de la promotion de la femme lors du concile[réf. nécessaire].
Il signe le décret de création de plusieurs paroisses, à Brossard, à Chambly, à La Prairie et à Saint-Lambert. À son instigation[réf. nécessaire], un sanctuaire dédié à sainte Marguerite d'Youville est érigé sur le lieu même de la naissance de cette première sainte canadienne à Varennes. Il préside aussi au transfert des reliques de la Bienheureuse Kateri Tekakwitha. En 1972, il encourage l'implantation de l'association La Vie Montante dans son diocèse[réf. nécessaire]. Socialement, il prêche la sobritété et la chasteté[réf. nécessaire]. Il devient archevêque émérite le 3 mai 1978. Son successeur est Bernard Hubert.
Coderre meurt le jour de son anniversaire, en 1993, à l'âge de 89 ans.

## Hommages
La Fondation Gérard-Marie Coderre, créée en 1977, est nommée en son honneur. Les pères maristes du Québec vivent au Centre Monseigneur Coderre, également nommé en son honneur. La rue Monseigneur-Coderre porte aussi son nom, à Québec.